# Creed Humphrey
Creed Humphrey (geboren am 28. Juni 1999 in Shawnee, Oklahoma) ist ein US-amerikanischer American-Football-Spieler auf der Position des Centers. Er spielte College Football für die University of Oklahoma und wurde im NFL Draft 2021 in der zweiten Runde von den Kansas City Chiefs ausgewählt. Mit den Chiefs gewann Humphrey den Super Bowl LVII und den Super Bowl LVIII.

## College
Humphrey besuchte die Highschool in seiner Heimatstadt Shawnee, Oklahoma. Er ging ab 2017 auf die University of Oklahoma und spielte College Football für die Oklahoma Sooners. Nach einem Redshirtjahr war er ab 2018 Stammspieler auf der Position des Centers. In der Saison 2018 gewann die Offensive Line der Sooners den Joe Moore Award als beste Offensive Line im College Football. In den folgenden beiden Spielzeiten wurde Humphrey jeweils in das All-Star-Team der Big 12 Conference gewählt sowie als Big 12 Offensive Lineman of the Year ausgezeichnet. Nach dem Sieg im Cotton Bowl Classic zum Abschluss der Saison 2020 gab er seine vorzeitige Anmeldung für den folgenden NFL Draft bekannt. Humphrey bestritt 39 Spiele für die Oklahoma Sooners, davon 37 als Starter.

## NFL
Humphrey wurde im NFL Draft 2021 in der zweiten Runde an 63. Stelle von den Kansas City Chiefs ausgewählt. Er ging als Starter in seine Rookiesaison. In seiner zweiten NFL-Saison wurde Humphrey in den Pro Bowl gewählt. Er zog mit den Chiefs in den Super Bowl LVII ein, den sie mit 38:35 gegen die Philadelphia Eagles gewannen.
In der Saison 2023 wurde Humphrey erneut in den Pro Bowl gewählt. Erneut zog er mit den Chiefs in den Super Bowl ein, im Super Bowl LVIII war Kansas City mit einem 25:22 nach Overtime gegen die San Francisco 49ers erneut siegreich. Nach der Saison 2024 wurde er wieder in den Pro Bowl gewählt und erreichte mit den Chiefs zum dritten Mal hintereinander den Super Bowl. Diesen verloren sie jedoch deutlich mit 22:40 gegen die Philadelphia Eagles, wobei die Offensive Line der Chiefs von der gegnerischen Defensive Line dominiert wurde.